# Torkel hammarskald
Torkel hammarskald (Þorkell hamarskáld) var en isländsk furstelovskald verksam under 1000-talets senare hälft. Enligt Skáldatal var han hirdskald hos de norska kungarna Olav kyrre och Magnus barfot, och han ska också ha diktat ett kväde om stormannen Eystein orre (Eysteinn orri Þorbergsson), som var den främste av de norska hövdingar som följde Harald hårdråde till Stamford Bridge och där stupade 1066.
Av Torkels kväde om Olav kyrre finns ingenting kvar, såvida inte en halvstrof på fornyrdislag i Skáldskaparmál (64) – som tycks vara hämtad ur ett lovkväde om en kung – skulle vara en sådan rest.
Fem helstrofer och en halvstrof ur en drapa om Magnus barfot har bevarats i Morkinskinna; två av dessa finns också i Heimskringla. De handlar om Steigar-Tores och Egil Aslakssons resning mot kungen 1095, anfallet på Hebriderna (1097) och Sverige (1099), och slutligen Magnus sista strid på Irland 1103. Det har alltså rört sig om en arvdrapa tillkommen efter kungens död.
Av Torkels kväde om Eystein orre finns ingenting kvar, men däremot finns i Magnus barfots saga i Heimskringla en lausavísa om hövdingen Egil Aslakssons sista modiga ord då han fördes till galgen efter det misslyckade upproret 1095.
Om Torkels levnad är ingenting känt och inte heller tillnamnet är förklarat. Eftersom han tycks ha varit personligen bekant med Eystein orre bör han ha vistats i Norge före år 1066, och likaledes är det rimligt att han varit där år 1095, då Egil Aslaksson hängdes. Magnúsdrápa tillkom tidigast år 1103, varför skalden bör ha levt några år in på 1100-talet.